# Segunda batalla de Vailele
La Segunda batalla de Vailele se libró durante la segunda guerra civil de Samoa en 1899. Las fuerzas del Británico, Americano y Samoa leales al Príncipe Tanu fueron derrotadas por una fuerza superior de rebeldes samoanos leales a Mata'afa Iosefo. Los combates se produjeron en la antigua plantación del Imperio Alemán de Vailele, Samoa y fue un compromiso importante de la pequeña conflicto colonial.

## Antecedentes
En 1899, Samoa era una zona de guerra como lo había sido anteriormente durante la primera guerra civil de Samoa. Como resultado de la muerte de Malietoa Laupepa, Mata'afa Iosefo regresó del exilio y fue elegido al poder por un consejo de jefes tribales samoanos. En respuesta, la Royal Navy británica y la U.S. Navy desembarcaron fuerzas en Apia en apoyo del príncipe Tanu que era el legítimo heredero del trono de Samoa que ya había sido tomado por el Mataafa apoyado por los alemanes.
La primera batalla del conflicto en la que participaron británicos y estadounidenses se libró en Apia, cuando las fuerzas navales desembarcaron ocuparon gran parte de la ciudad, las fuerzas de Mataafa atacaron, por lo que los buques de guerra británicos y estadounidenses en el Puerto de Apia comenzaron a bombardear las posiciones enemigas alrededor de la ciudad. Tras el conflicto, las fuerzas mataafitas, como a veces se les llamaba, se retiraron a la fortaleza de Vailele y así comenzaron varias expediciones americanas y británicas en la densa selva para encontrar a los hombres del jefe.
A finales de marzo, una expedición conjunta de fuerzas británicas, estadounidenses y samoanas marchó por la costa desde Apia hacia Vailele. Se produjeron escaramuzas y se destruyeron dos pueblos mientras los rebeldes samoanos se retiraban. El 1 de abril, la expedición de 26 marinos, 88 marineros y 136 samoanos partió de la costa para atacar el lado de tierra de Vailele, dejando la protección del apoyo del fuego naval. Los  cruceros USS Filadelfia, HMS Tauranga, HMS Porpoise y la corbeta HMS Royalist desembarcaron los marineros e infantes de marina, el Royalist fue enviado por delante de la expedición para bombardear los dos fuertes que custodiaban la plantación de Vailele.

## La batalla

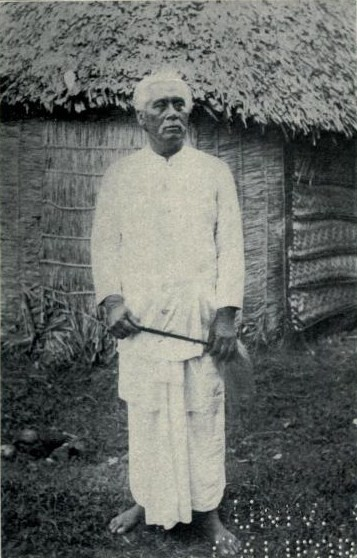
Mata'afa Iosefo en 1911.

Cuando el grupo de desembarco se acercó a la plantación, el HMS Royalist cesó su bombardeo, y justo en ese momento la fuerza terrestre, bajo el mando del teniente de la Royal Navy y del teniente Philip Lansdale estadounidense, fue emboscada por más de 800 fusileros escondidos en todo el follaje de la selva. Angel Hope Freeman y el teniente estadounidense Philip Lansdale, fueron emboscados por más de 800 fusileros escondidos por todas partes en el follaje de la selva. La expedición comenzó rápidamente a devolver las andanadas y los americanos prepararon una ametralladora Colt. Las fuerzas de Mataafan atacaron primero a la columna aliada por la retaguardia y por el flanco izquierdo. El teniente Freeman fue asesinado y decapitado nada más comenzar los combates, fue alcanzado por francotiradores escondidos entre palmeras y plátanos. Los rebeldes cargaron entonces y el teniente Landsdale tomó el mando. El combate cuerpo a cuerpo y las escaramuzas continuaron durante un tiempo, los rebeldes samoanos atacaron repetidamente la primera línea de la expedición y varios de ellos resultaron muertos o heridos. La ametralladora se atascó después de disparar sólo unos pocos tiros y mientras el teniente Landsdale intentaba arreglar el problema, un disparo le alcanzó en el muslo y cayó al suelo con el hueso destrozado. Se dio la orden de retirada y Landsdale ordenó a sus hombres que se salvaran, por lo que la expedición comenzó a retroceder, lo que dejó al teniente solo bajo un intenso fuego. Negándose a dejar a su comandante, el alférez John R. Monaghan, cogió un rifle y junto a otros tres, fueron a por Landsdale y cuando lo llevaban fuera de combate, marinero Norman Edsall fue abatido por un disparo y muerto.
Una vez más, Landsdale ordenó a sus rescatadores que huyeran, pero éstos se mantuvieron firmes esperando refuerzos y fueron asesinados por los rebeldes samoanos que se acercaban rápidamente. Tras la batalla, Landsdale y Monaghan fueron encontrados muertos uno al lado del otro y la expedición se retiró a la costa habiendo sufrido muchas bajas que fueron contabilizadas a la mañana siguiente. Durante la retirada, el HMS Royalist reanudó el fuego y bombardeó la maleza desde la que atacaban los mataafanos. Las fuerzas rebeldes samoanas perdieron 100 muertos o heridos mientras que las bajas de la expedición fueron mucho más leves en comparación. De los 56 marineros e infantes de marina estadounidenses presentes en la batalla, cuatro murieron y otros cinco resultaron heridos. Los británicos perdieron tres hombres muertos, de los sesenta y dos que participaron, otros dos resultaron heridos. Las bajas de los federales samoanos fueron escasas o nulas. Estaban bajo el mando de los estadounidenses y la mayoría desertó al oír la primera descarga, los restantes fueron utilizados para reforzar la línea del frente. Las patrullas posteriores informaron de que habían encontrado grandes charcos de sangre detrás de los plátanos, prueba de las bajas rebeldes. Dos soldados rasos, Henry L. Hulbert y Michael Joseph McNally, recibieron la Medalla de Honor por sus acciones durante el combate.

## Consecuencias
La batalla fue una derrota para las fuerzas expedicionarias, que se retiraron de nuevo a Apia e informaron de sus bajas a sus comandantes, que decidieron planificar futuras operaciones en la zona. El 13 de abril, la línea de frente británica se extendió justo al sur de Vailele y ese día los Matafaans atacaron pero fueron rechazados. Más tarde, otra expedición luchó de nuevo dentro de Vailele, esta vez los rebeldes volvieron a ganar al resistir un ataque dirigido por los británicos contra los dos fuertes. Los enfrentamientos ocurrieron cerca del campo de batalla donde los rebeldes samoanos derrotaron Las tropas alemanas en 1889 durante la primera guerra civil en la isla. Una estatua del alférez Monaghan fue erigida en Spokane, Washington para conmemorar la valentía del joven oficial. El informe oficial de la muerte de Monaghan dice; 

Los hombres no eran en número suficiente para resistir más tiempo, y fueron forzados por un fuego que era imposible de resistir. El alférez Monaghan resistió. Se mantuvo firme junto a su superior y amigo herido, un rifle contra muchos, un hombre valiente contra una veintena .... Sabía que estaba condenado. No podía ceder. Murió en cumplimiento heroico del deber.